# Mads Mikkelsen
Mads Dittman Mikkelsen (Copenaghen, 22 novembre 1965) è un attore danese.

## Biografia
Mads Mikkelsen nasce nel distretto Østerbro di Copenaghen il 22 novembre 1965, secondogenito di Henning Mikkelsen, bancario e Bente Christiansen, infermiera. Insieme al fratello maggiore, Lars Mikkelsen, anch'egli attore, viene cresciuto a Nørrebro. Da giovane si allenava per diventare un ginnasta, ma alla fine decise di studiare danza all'accademia di ballo di Göteborg, dove tra l'altro imparò a parlare svedese. Lavorò come ballerino per dieci anni prima di abbandonare quest'attività e iniziare a studiare recitazione alla scuola teatrale di Aarhus nel 1996.
Esordisce al cinema nello stesso anno con Pusher - L'inizio (Pusher), primo episodio dell'omonima trilogia diretta da Nicolas Winding Refn, di grande successo in patria. Ad accrescere la sua popolarità è poi la partecipazione tra 2000 e 2004 alla serie televisiva poliziesca Rejseholdet, mentre al cinema è protagonista dei film diretti da Anders Thomas Jensen, Luci intermittenti (Blinkende lygter, 2000), I macellai verdi (De grønne slagtere, 2003) e Le mele di Adamo (Adams æbler, 2005).
Nel 2004 partecipa per la prima volta ad una grande produzione hollywoodiana, interpretando Tristano, uno dei mitici Cavalieri della Tavola Rotonda in King Arthur, ma raggiunge la notorietà internazionale due anni dopo, come protagonista di Dopo il matrimonio (Efter brylluppet) della regista danese Susanne Bier, nominato all'Oscar al miglior film straniero e grazie all'interpretazione di Le Chiffre, il cattivo principale nel 21° film di James Bond, Casino Royale diretto da Martin Campbell. Nel 2009 impersona Igor' Stravinskij in Coco Chanel & Igor Stravinsky di Jan Kounen, film di chiusura della 62ª edizione del Festival di Cannes, e il silenzioso guerriero vichingo One-Eye in Valhalla Rising - Regno di sangue di Nicolas Winding Refn, presentato fuori concorso alla 66ª Mostra del Cinema di Venezia.
Nel maggio 2012, vince il premio come miglior attore al Festival di Cannes per la sua interpretazione in Il sospetto di Thomas Vinterberg. Nel 2013 ottiene il ruolo del carismatico e brillante cannibale assassino Hannibal Lecter nell'omonima serie televisiva, liberamente ispirata ai romanzi di Thomas Harris, dove si trova nuovamente al fianco del collega e amico Hugh Dancy con cui aveva già recitato in King Arthur. Nel 2015 è guest star nel video musicale della cantante Rihanna Bitch Better Have My Money. Nel 2016, interpreta il villain Kaecilius nel film del Marvel Cinematic Universe Doctor Strange. Nello stesso anno ha interpretato l'ex scienziato imperiale Galen Erso, il padre della protagonista, nel film Rogue One: A Star Wars Story, diretto da Gareth Edwards. Nel 2019 interpreta lo spietato killer Duncan Vizla nel film originale Netflix Polar, diretto da Jonas Åkerlund. Nello stesso anno è protagonista degli spot pubblicitari della birra Carlsberg.
Degna di nota e apprezzata da pubblico e critica, tanto da valergli un riconoscimento per la "miglior performance" ai The Game Awards del 2019, è la sua interpretazione dell'enigmatico Clifford Unger in Death Stranding, videogioco di Hideo Kojima. Nel novembre 2020 viene ingaggiato dalla Warner Bros. per interpretare il famigerato mago oscuro Gellert Grindelwald, prendendo il posto di Johnny Depp, nel film Animali fantastici - I segreti di Silente, il terzo capitolo dell'omonima saga spin-off di Harry Potter, diretto da David Yates, distribuito nelle sale l'8 aprile 2022. Nel 2021 ottiene il ruolo del malvagio e corrotto sindaco David Prentiss nel film Chaos Walking, diretto da Doug Liman (distribuito nelle sale l'8 giugno 2021), a fianco di Tom Holland e Daisy Ridley. Nell'aprile 2021 ha ottenuto la parte del diabolico scienziato nazista Jürgen Voller nel film Indiana Jones e il quadrante del destino, diretto da James Mangold, distribuito nelle sale il 30 giugno 2023. Nel 2024 presta la voce a Kiros, il perfido e crudele capo di un branco di leoni bianchi chiamati gli "Emarginati" nel film Mufasa - Il re leone (il prequel e sequel del film remake del 2019), diretto da Barry Jenkins.

## Filmografia

### Attore

#### Cinema
- Pusher - L'inizio (Pusher), regia di Nicolas Winding Refn (1996)
- Vildspor, regia di Simon Staho (1998)
- Nattens engel, regia di Shaky González (1998)
- Bleeder, regia di Nicolas Winding Refn (1999)
- Luci intermittenti (Blinkende lygter), regia di Anders Thomas Jensen (2000)
- Monas verden, regia di Jonas Elmer (2001)
- Una lei tra di noi (En kort en lang), regia di Hella Joof (2001)
- I Am Dina, regia di Ole Bornedal (2002)
- Open Hearts (Elsker dig for evigt), regia di Susanne Bier (2002)
- Wilbur Wants to Kill Himself, regia di Lone Scherfig (2002)
- De grønne slagtere, regia di Anders Thomas Jensen (2003)
- Torremolinos 73 - Ma tu lo faresti un film porno? (Torremolinos 73), regia di Pablo Berger (2003)
- King Arthur, regia di Antoine Fuqua (2004)
- Pusher II - Sangue sulle mie mani (Pusher II), regia di Nicolas Winding Refn (2004)
- Le mele di Adamo (Adams æbler), regia di Anders Thomas Jensen (2005)
- Dopo il matrimonio (Efter brylluppet), regia di Susanne Bier (2006)
- Prag, regia di Ole Christian Madsen (2006)
- Exit, regia di Peter Lindmark (2006)
- Casino Royale, regia di Martin Campbell (2006)
- L'ombra del nemico, regia di Ole Christian Madsen (2008)
- Coco Chanel & Igor Stravinsky, regia di Jan Kounen (2009)
- Valhalla Rising - Regno di sangue, regia di Nicolas Winding Refn (2009)
- The Door (Die Tür), regia di Anno Saul (2009)
- Scontro tra titani (Clash of the Titans), regia di Louis Leterrier (2010)
- I tre moschettieri (The Three Musketeers), regia di Paul W. S. Anderson (2011)
- Il sospetto (Jagten), regia di Thomas Vinterberg (2012)
- Royal Affair (En kongelig affære), regia di Nikolaj Arcel (2012)
- Move On, regia di Asger Leth (2012)
- Charlie Countryman deve morire (Charlie Countryman), regia di Fredrik Bond (2013)
- Michael Kohlhaas, di Arnaud des Pallières (2013)
- The Salvation, regia di Kristian Levring (2014)
- Men & Chicken, regia di Anders Thomas Jensen (2015)
- Doctor Strange, regia di Scott Derrickson (2016)
- Rogue One: A Star Wars Story, regia di Gareth Edwards (2016)
- Arctic, regia di Joe Penna (2018)
- Van Gogh - Sulla soglia dell'eternità (At Eternity's Gate), regia di Julian Schnabel (2018)
- Polar, regia di Jonas Åkerlund (2019)
- Un altro giro (Druk), regia di Thomas Vinterberg (2020)
- Riders of Justice (Retfærdighedens ryttere), regia di Anders Thomas Jensen (2020)
- Chaos Walking, regia di Doug Liman (2021)
- Animali fantastici - I segreti di Silente (Fantastic Beasts: The Secrets of Dumbledore), regia di David Yates (2022)
- Indiana Jones e il quadrante del destino (Indiana Jones and the Dial of Destiny), regia di James Mangold (2023)
- Hideo Kojima: Connecting Worlds, regia di Glen Milner (2023)[4]
- La terra promessa (Bastarden), regia di Nikolaj Arcel (2023)

#### Televisione
- Rejseholdet – serie TV, 32 episodi (2000-2004) – Allan Fisher
- Julie – serie TV, 6 episodi (2005) – Harald, padre di Julie
- Klovn – sitcom, 1 episodi (2005) – Mads, calciatore
- Hannibal – serie TV, 39 episodi (2013-2015) – Hannibal Lecter

#### Cortometraggi
- Blomsterfangen, regia di Jens Arentzen (1996)
- Café Hector, regia di Lotte Svendsen (1996)
- Tom Merritt, regia di Anders Gustafsson (1999)
- Nu, regia di Simon Staho (2003)
- Dykkerdrengen, regia di Morten Giese (2003)
- Le Fantôme, regia di Jake Scott (2016) - cortometraggio pubblicitario della Ford

#### Video musicali
- Sig Ja, di Jokeren (2009)
- Djákninn, di Sólstafir (2011)
- Bitch Better Have My Money, di Rihanna (2015)

#### Videogiochi
- Death Stranding di Kojima Productions (2019)

### Doppiatore
- Monsters & Co. (2001) - doppiaggio danese
- Cars - Motori ruggenti (2006) - doppiaggio danese
- 007: Quantum of Solace, videogioco (2008)
- Moomins and the Comet Chase (2010)
- Mufasa - Il re leone (Mufasa: The Lion King), regia di Barry Jenkins (2024)

### Produttore
- Polar, regia di Jonas Åkerlund (2019)

## Riconoscimenti
- Premio BAFTA
  - 2021 – Candidatura al miglior attore protagonista per Un altro giro
- European Film Awards
  - 2006 – Candidatura al miglior attore per Dopo il matrimonio
  - 2008 – Candidatura al miglior attore per L'ombra del nemico
  - 2012 – Candidatura al miglior attore per Il sospetto
  - 2020 – Miglior attore per Un altro giro
  - 2023 – Miglior attore per La terra promessa
- Festival di Cannes
  - 2012 – Prix d'interprétation masculine per Il sospetto
- Festival internazionale del cinema di San Sebastián
  - 2020 – Concha de Plata al migliore attore per Un altro giro
- Premio Bodil
  - 2005 – Miglior attore protagonista per Pusher II - Sangue sulle mie mani
  - 2014 – Miglior attore protagonista per Il sospetto
- Premio Robert
  - 2005 – Miglior attore protagonista per Pusher II - Sangue sulle mie mani
  - 2014 – Miglior attore protagonista per Il sospetto
  - 2021 – Miglior attore protagonista per Un altro giro
- Premio Game[2]
  - 2019 – Miglior performance per Death Stranding
- Premio Bambi
  - 2023 – Prestazione internazionale
- Critics' Choice Awards
  - 2022 - Candidatura per il miglior attore in un film d'azione per Riders of Justice

## Doppiatori italiani
Nelle versioni in italiano delle opere in cui ha recitato, Mads Mikkelsen è stato doppiato da:
- Loris Loddi in I Am Dina, Casino Royale, Scontro tra titani
- Alessio Cigliano in Il sospetto, Van Gogh - Sulla soglia dell'eternità, Chaos Walking
- Roberto Pedicini in Hannibal, Le Fantôme, Animali fantastici - I segreti di Silente
- Andrea Lavagnino in Pusher - L'inizio, Un altro giro
- Mauro Gravina in Una lei tra di noi, L'ombra del nemico
- Gaetano Varcasia in Le mele di Adamo, Dopo il matrimonio
- Mario Cordova in Royal Affair, The Salvation
- Davide Marzi in Rogue One: A Star Wars Story, Polar
- Christian Iansante in King Arthur
- Andrea Ward in Pusher II - Sangue sulle mie mani
- Gianni Gaude in Coco Chanel & Igor Stravinsky
- Massimo Lodolo in I tre moschettieri
- Dario Oppido in Charlie Countryman deve morire
- Valerio Sacco in Doctor Strange
- Francesco Prando in Arctic
- Ruggero Andreozzi in Riders of Justice
- Ralph Palka in Indiana Jones e il quadrante del destino
- Fabrizio Pucci in La terra promessa

Da doppiatore è sostituito da:
- Davide Marzi in Death Stranding
- Dario Oppido in Mufasa - Il re leone